# Morongo Valley
Morongo Valley és una concentració de població designada pel cens dels Estats Units a l'estat de Califòrnia. Segons el cens del 2000 tenia 1.929 habitants.

## Demografia
Segons el cens del 2000, Morongo Valley tenia 1.929 habitants, 811 habitatges, i 473 famílies. La densitat de població era de 96,4 habitants/km².
Dels 811 habitatges en un 26,5% hi vivien nens de menys de 18 anys, en un 43,9% hi vivien parelles casades, en un 10,2% dones solteres, i en un 41,6% no eren unitats familiars. En el 33,7% dels habitatges hi vivien persones soles l'11,8% de les quals corresponia a persones de 65 anys o més que vivien soles. El nombre mitjà de persones vivint en cada habitatge era de 2,37 i el nombre mitjà de persones que vivien en cada família era de 3,04.
Per edats la població es repartia de la següent manera: un 25,2% tenia menys de 18 anys, un 6,3% entre 18 i 24, un 25,6% entre 25 i 44, un 27,8% de 45 a 60 i un 15,1% 65 anys o més.
L'edat mediana era de 41 anys. Per cada 100 dones de 18 o més anys hi havia 101,3 homes.
La renda mediana per habitatge era de 36.357 $ i la renda mediana per família de 36.643 $. Els homes tenien una renda mediana de 37.091 $ mentre que les dones 26.528 $. La renda per capita de la població era de 19.624 $. Entorn del 12,2% de les famílies i el 19,4% de la població estaven per davall del llindar de pobresa.

## Poblacions més properes
El següent diagrama mostra les poblacions més properes.